# Illiniza
Illiniza é um par de picos da Cordilheira dos Andes localizado no Equador, a sul de Quito. O mais alto dos picos, o Illiniza Sur atinge os 5245 m de altitude; o Illiniza Norte atinge 5126 m.

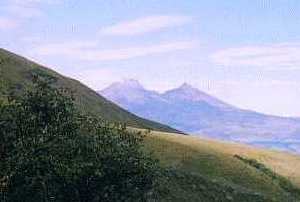
Illiniza.

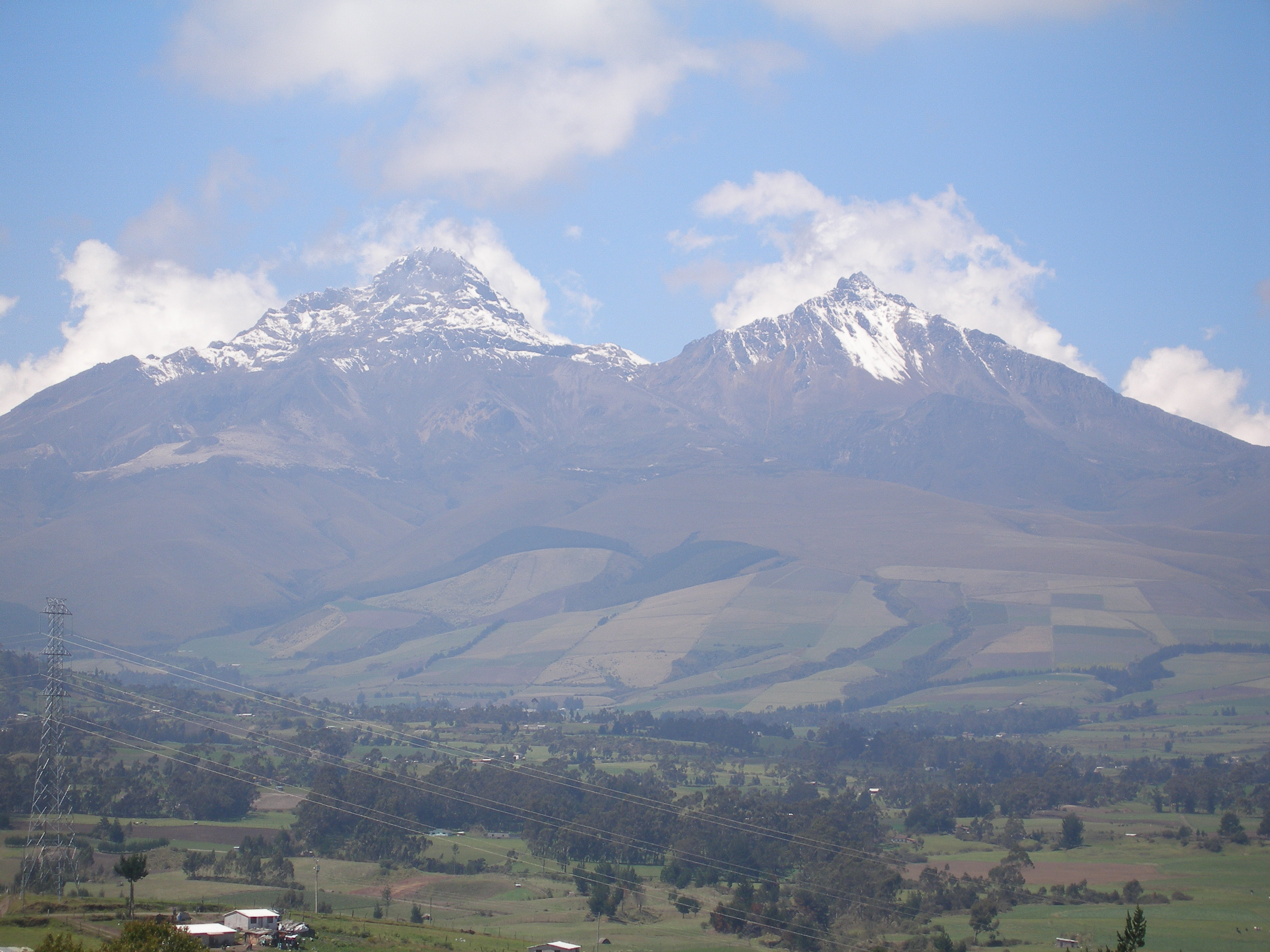
Illiniza.

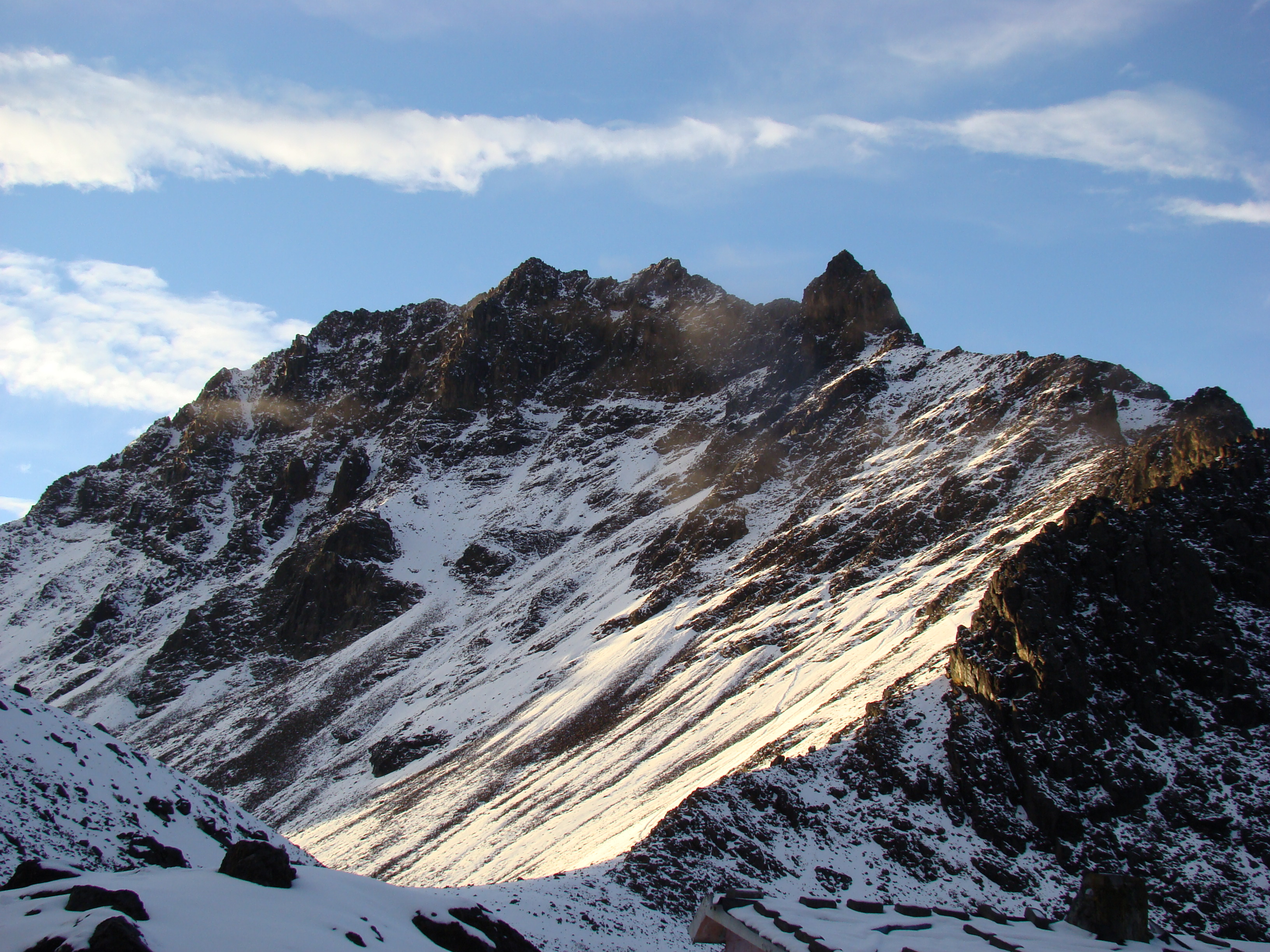
Illiniza Norte.